# Paralastor odyneroides
Paralastor odyneroides är en stekelart som beskrevs av Perkins 1914. Paralastor odyneroides ingår i släktet Paralastor och familjen Eumenidae. Inga underarter finns listade i Catalogue of Life.